# Malvito
Malvito ist eine italienische Stadt in der Provinz Cosenza in Kalabrien mit 1617 Einwohnern (Stand 31. Dezember 2023).

## Lage und Daten

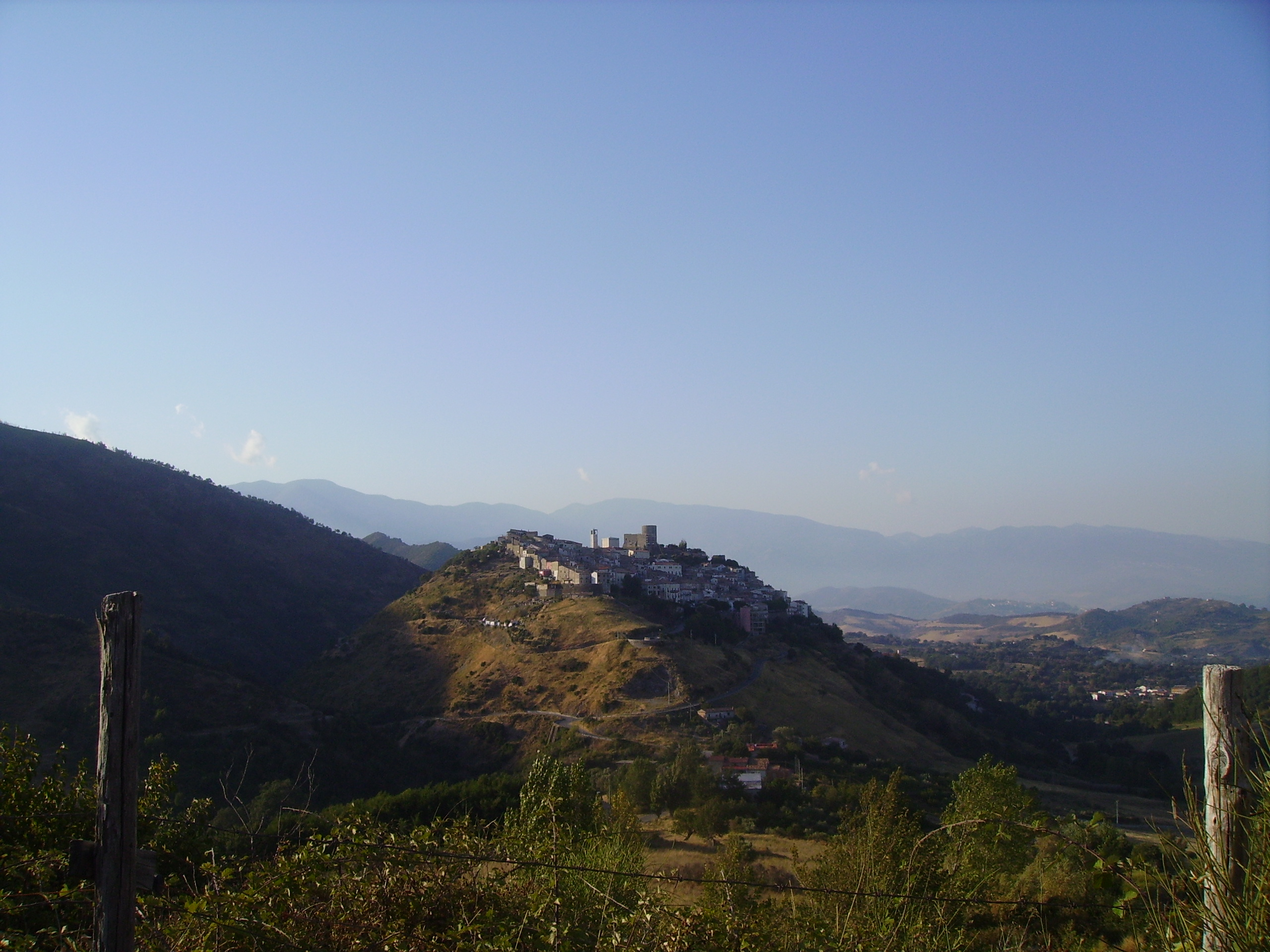
Panorama

Malvito liegt etwa 61 km nördlich von Cosenza. Die Nachbargemeinden sind Cetraro, Fagnano Castello, Mottafollone, Roggiano Gravina, San Sosti, Sant’Agata di Esaro und Santa Caterina Albanese.

## Geschichte
Die Gründung des Ortes ist unbekannt.

## Sehenswürdigkeiten
In der Stadt gibt es Ruinen einer mittelalterlichen Burg und der Stadtmauern. In der Umgebung von Malvito gibt es schwefelhaltige Quellen.